# Копачин дол
Копачин дол (на македонска литературна норма: Копачин Дол; на албански: Kopaçindolli) е село в Северна Македония, в Община Желино.

## География
Селото се намира в областта Долни Полог, разположено по горното течение на река Суводолица в северните склонове на планината Сува гора, в прохода Калдъръм боаз.

## История
В края на XIX век Копачин дол е албанско село в Тетовска каза на Османската империя. Според статистиката на Васил Кънчов („Македония. Етнография и статистика“) от 1900 година Копачин дол е село, населявано от 166 жители арнаути мохамедани.
Според Афанасий Селишчев в 1929 година Копачин дол е село в Групчинска община в Долноположкия срез и има 36 къщи с 237 жители албанци.
Според преброяването от 2002 година селото има 907 жители.
| Националност | Всичко |
| македонци    | 0      |
| албанци      | 898    |
| турци        | 0      |
| роми         | 0      |
| власи        | 0      |
| сърби        | 0      |
| бошняци      | 0      |
| други        | 9      |